# Eanger Irving Couse
Eanger Irving Couse (Saginaw, 3 settembre 1866 – Albuquerque, 26 aprile 1936) è stato un pittore statunitense.
È noto per i suoi quadri sui nativi americani, in particolare del Nuovo Messico e in generale degli Stati del sud-ovest. Fu uno dei fondatori e primo presidente della "Taos Society of Artists". La sua casa e il suo studio nella terra dei Pueblo di Taos sono stati conservati come "Eanger Irving Couse House and Studio — Joseph Henry Sharp Studios", e sono presenti nel "Registro nazionale dei luoghi storici", nonché nel "Registro delle proprietà culturali del Nuovo Messico".

## Biografia

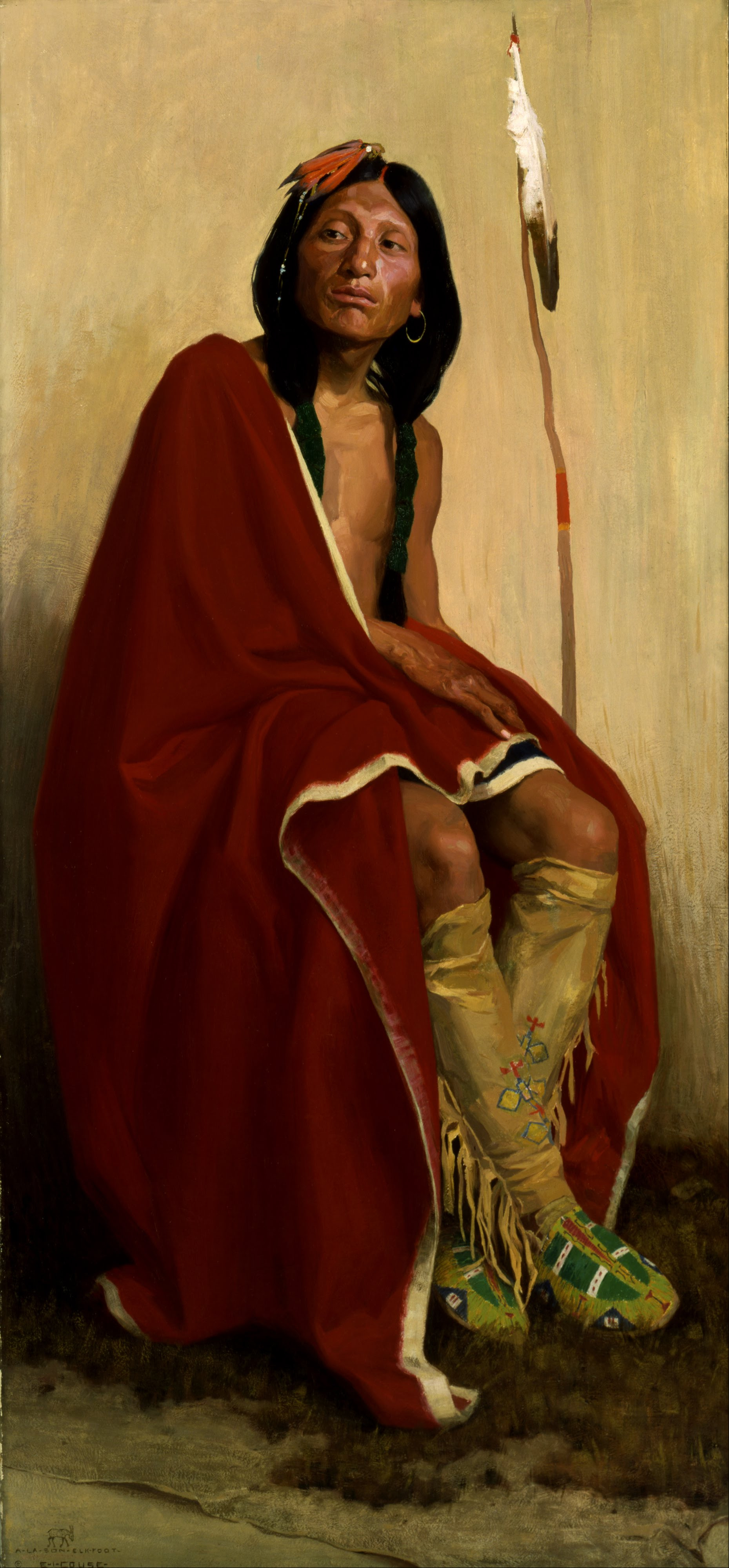
Piede di Alce della tribù dei Taos

Eanger Irving Couse nacque in una famiglia di agricoltori a Saginaw, nello Stato del Michigan. Già da bambino cominciò a disegnare degli indiani Chippewa di una tribù che viveva nelle vicinanze. Frequentò la scuola locale, sempre continuando a disegnare e a dipingere. Da ragazzo decise di seguire la carriera professionale dell'artista e si iscrisse all' "Art Institute of Chicago" e quindi alla "National Academy of Design" di New York. Lasciò pertanto il Michigan, poi, come tanti altri, volle perfezionarsi alla scuola francese. Partì quindi per Parigi dove risiedette per dieci anni, iscrivendosi all'École des Beaux-Arts e all'Académie Julian, dove seguì i corsi di William-Adolphe Bouguereau.

In quel periodo dipinse in particolare i paesaggi costieri della Normandia e le loro popolazioni. Fra il 1893 e il 1896, visse nella colonia per artisti di Étaples, di cui ritrasse le strade e i pescatori locali.
Dopo essere rientrato negli Stati Uniti, Couse visse dapprima a New York. Trascorreva però l'estate in Nuovo Messico, presso la tribù dei Pueblo Taos. Con l'avvento del XX secolo il sud-ovest, e in particolare il Nuovo Messico, attrassero numerosi artisti e pittori, poiché erano territori rimasti ancora inalterati, al di fuori dell'espansione prevista dalla politica americana del "Manifest Destiny". Pittori e scrittori di quel periodo cercavano allora di catturare le ultime vestigia di quel vecchio West prima che sparisse anch'esso. Durante quegli anni Couse studiò e dipinse la vita e la cultura degli indiani Taos e cominciò a mostrare i suoi quadri sulla vita dei nativi americani iniziando con una mostra personale nel 1891.
1911. Couse fu eletto membro della "National Academy of Design". Nel 1915, inoltre, Couse fu uno dei sei membri fondatori della "Taos Society of Artists", e ne fu eletto primo presidente. Un altro membro fondatore fu J. H. Sharp, il quale adattò a studio una cappella vicina alla casa di Couse. In seguito Sharp si costruì nelle vicinanze una casa con annesso studio. Le proprietà limitrofe furono considerate unite, formando il "Couse/Sharp Historic Site", e sono protette e gestite dalla  "Couse Foundation".
Fra i lavori di Couse presenti nelle collezioni pubbliche vi sono: 
- Elk-Foot of the Taos Tribe[4] - (Smithsonian American Art Museum)
- Taos Pueblo - Moonlight[5] - (New Mexico Museum of Art)
- The Forest Camp - (Brooklyn Museum of Art)
- The Pottery Maker - (Two Red Roses Foundation)
- The Tom-Tom Maker - (Lotos Club, New York)
- Medicine Fires - (Montclair Gallery, New Jersey)
- Shapanagons, a Chippewa Chief - (Detroit Museum of Art).[6]

Di queste opere, Elk-Foot of the Taos Tribe (Piede d'alce della tribù dei Taos), dipinto nell'estate del 1909, è considerato il capolavoro di Couse. Il quadro venne acquistato per la collezione nazionale degli Stati Uniti dal noto collezionista William T. Evans e oggi è visibile nello "Smithsonian American Art Museum". Piede d'alce, il cui nome anglicizzato era Jerry Mirabal, cominciò a posare per Couse nel 1907 e fu uno dei soggetti favoriti dai pittori, per la sua "bellezza fisica e per le sue caratteristiche".
Il quadro di Couse The Captive (La prigioniera) fu esibito nel 1891 nella sua prima mostra personale, tenutasi alla "Portland Art Association", nell'Oregon, e in seguito al Salon di Parigi del 1892.  Questo grande quadro fu la prima opera di Couse che aveva come soggetto i nativi americani, e che gli fece in seguito acquistare fama negli Stati Uniti come pittore dei popoli indigeni del Nuovo Messico. Nel 1991, The Captive fu incluso nella mostra del "National Museum of American Art",  intitolata The West as America. Esso diede luogo a polemiche per l'interpretazione dell'artista, il significato e gli intenti. Storici dell'arte esaminarono i motivi razziali, sessuali e sociali dell'opera nel contesto della società americana del tempo.

Nel 1899, Couse espose tre dipinti presso il "Boston Art Club": A Cayuse Indian (olio su tela), Maternity (olio su tela), e Yakima Encampment (olio su tela).  A quel tempo (marzo 2015) Course aveva la residenza presso i Van Dyck Studios, al n.939 dell'8° Avenue, a New York City.
E. Irving Couse morì ad Albuquerque nel 1936, all'età di 70 anni. Fu sepolto nel "Sierra View Cemetery".

## Premi e riconoscimenti

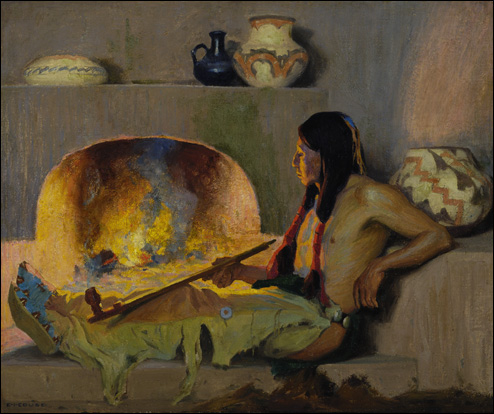
L'appagamento.

I lavori di Couse ottennero riconoscimenti e numerosi premi da diverse istituzioni, fra cui il Salon di Parigi, l'"Art Institute of Chicago", la "National Academy of Design" (premio Altman del 1916) e il "Salmagundi Club" (premio Isidor del 1917).  Couse ricevette inoltre il premio Lippincott dalla "Pennsylvania Academy of Fine Arts" nel 1921 e altri premi dall' "American Exposition" di Buffalo, dal "Boston Art Club", dalla "Corcoran Gallery" e dalla "Panama Pacific International Exposition" a San Francisco (medaglia d'argento, 1915). I suoi quadri sono presenti in molti musei degli Stati Uniti e del mondo.
Due degli edifici che Couse utilizzò come atelier fanno oggi parte del "Eanger Irving Couse House and Studio—Joseph Henry Sharp Studios", e sono catalogati sia nel "National Register of Historic Places" che nel "New Mexico Register of Cultural Properties". Questo è uno dei 30 siti riconosciuti come "Historic Artist's Home and Studio Associate Site" dal National Trust for Historic Preservation. Nel 2001 la "Couse Foundation"  è stata costituita al fine di restaurare e proteggere i caratteri del sito e i vari beni immobili e culturali che esso contiene.

## Opere
- The Bird Jar
- Captive (1891)
- The Housewife Looking at the Fisherman's Catch
- In Ambush
- Love Song (aka Moonlight)
- The Medicine Maker
- Pottery Vendor (1916)
- Mending the War Bonnet
- Making Pottery
- Roasting Corn (1904)
- Rushing Water (1912)
- Twilight, Taos Pueblo (1913)
- Taos Canyon Camp
- Taos Pueblo - Moonlight (1914)[11]
- The Kachina Painter (1917)

## Galleria d'immagini

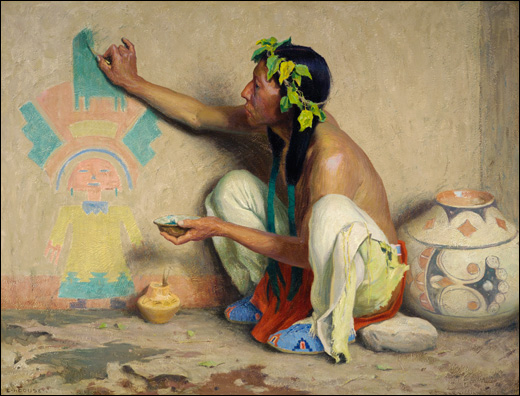
Il pittore di Kachina[12], 1917
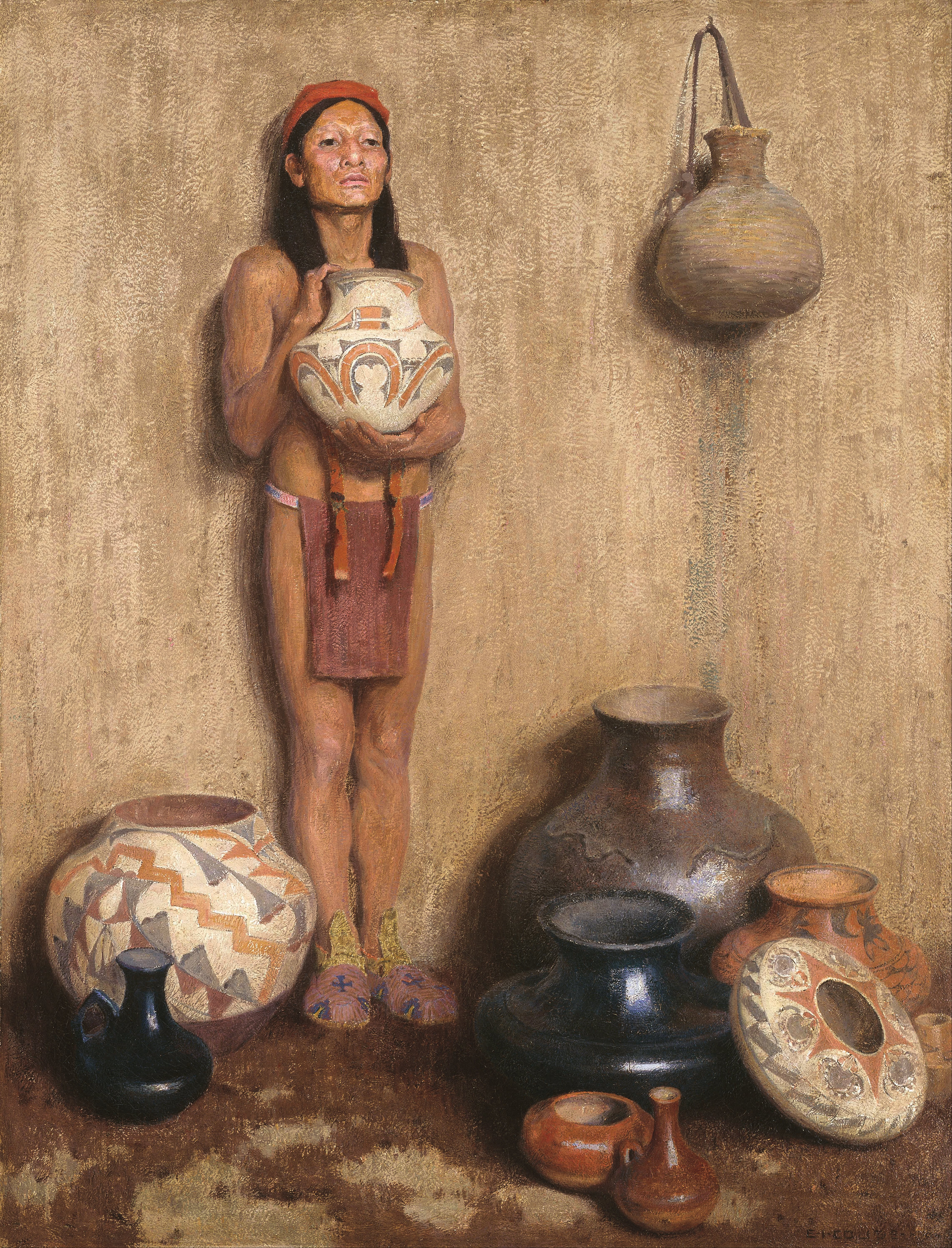
Il venditore di vasi
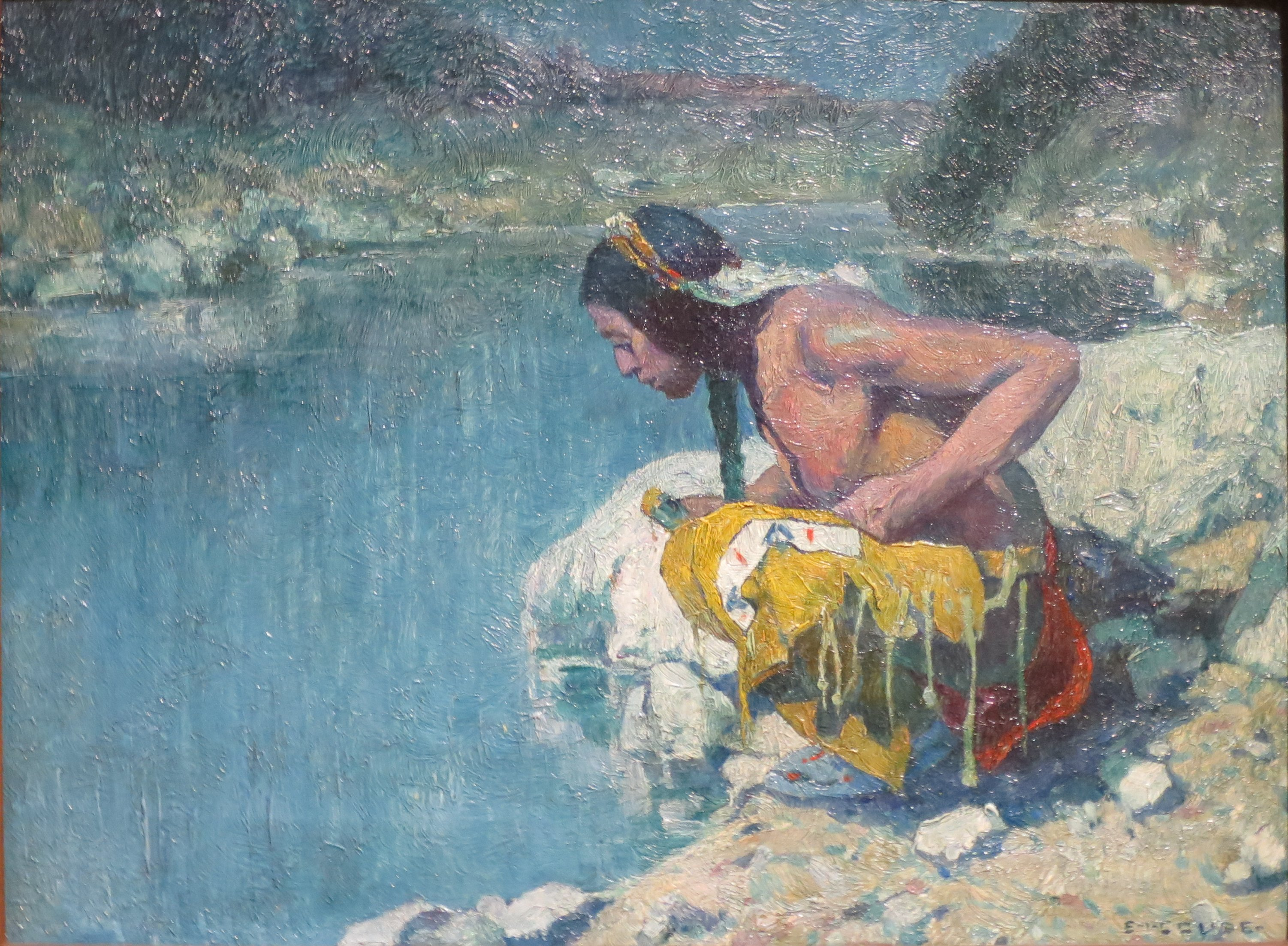
Sul Lago Sacro
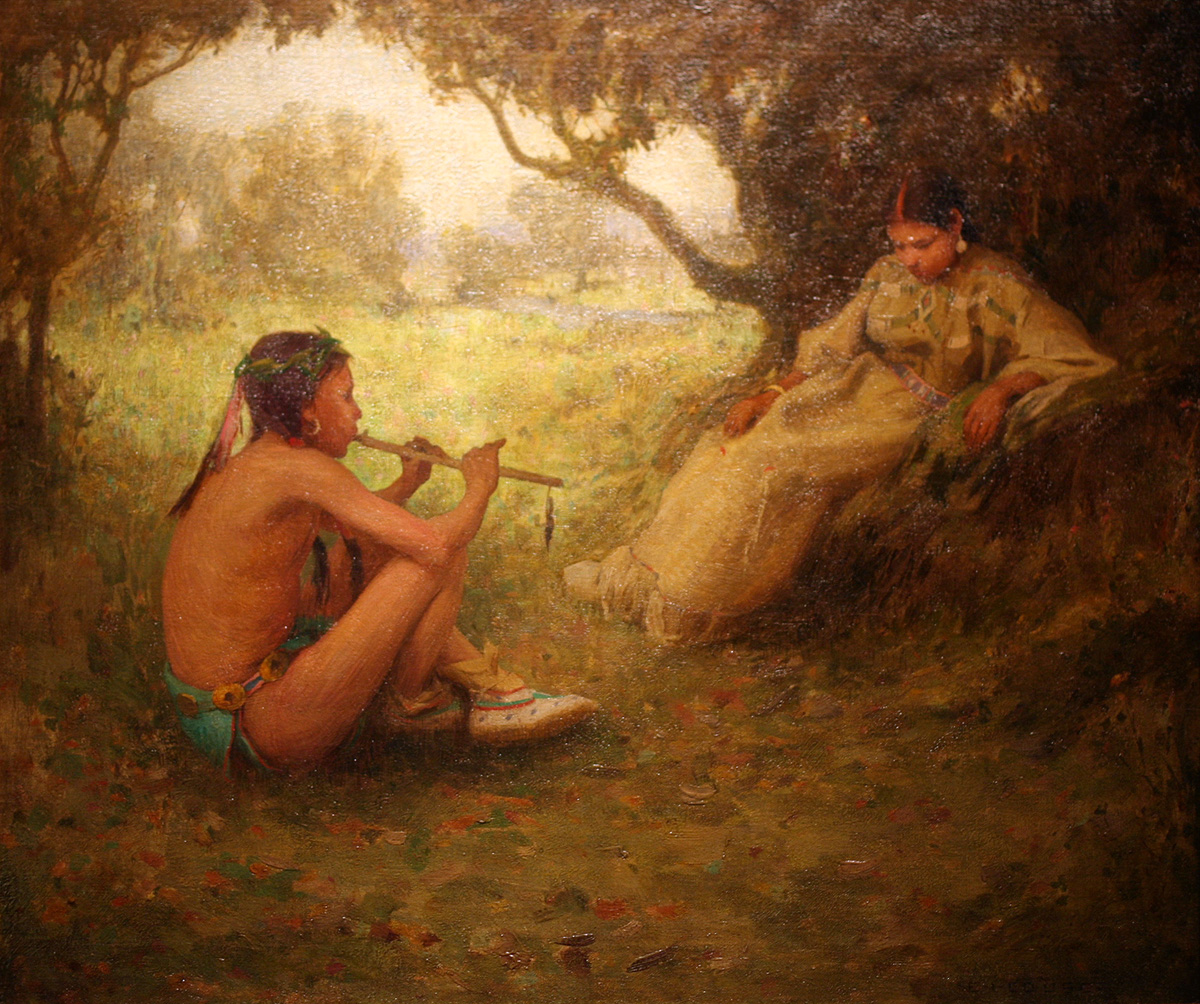
Canzone d'amore

Persone, usi e costumi degli indiani Pueblo della tribù dei Taos.

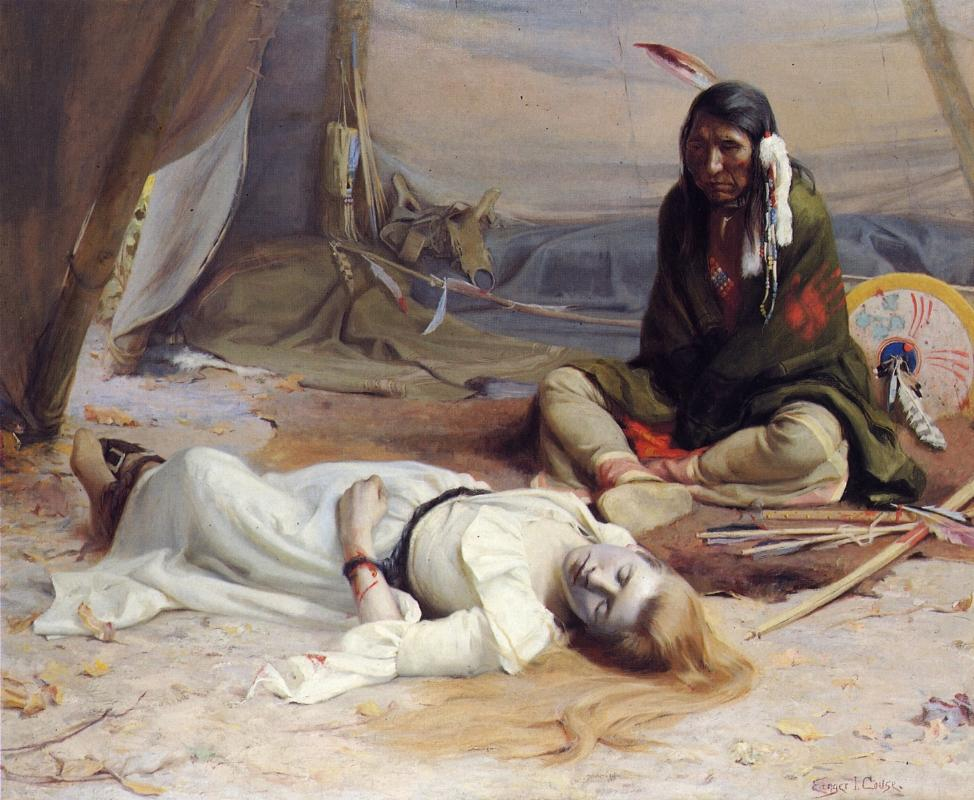
La prigioniera, 1891
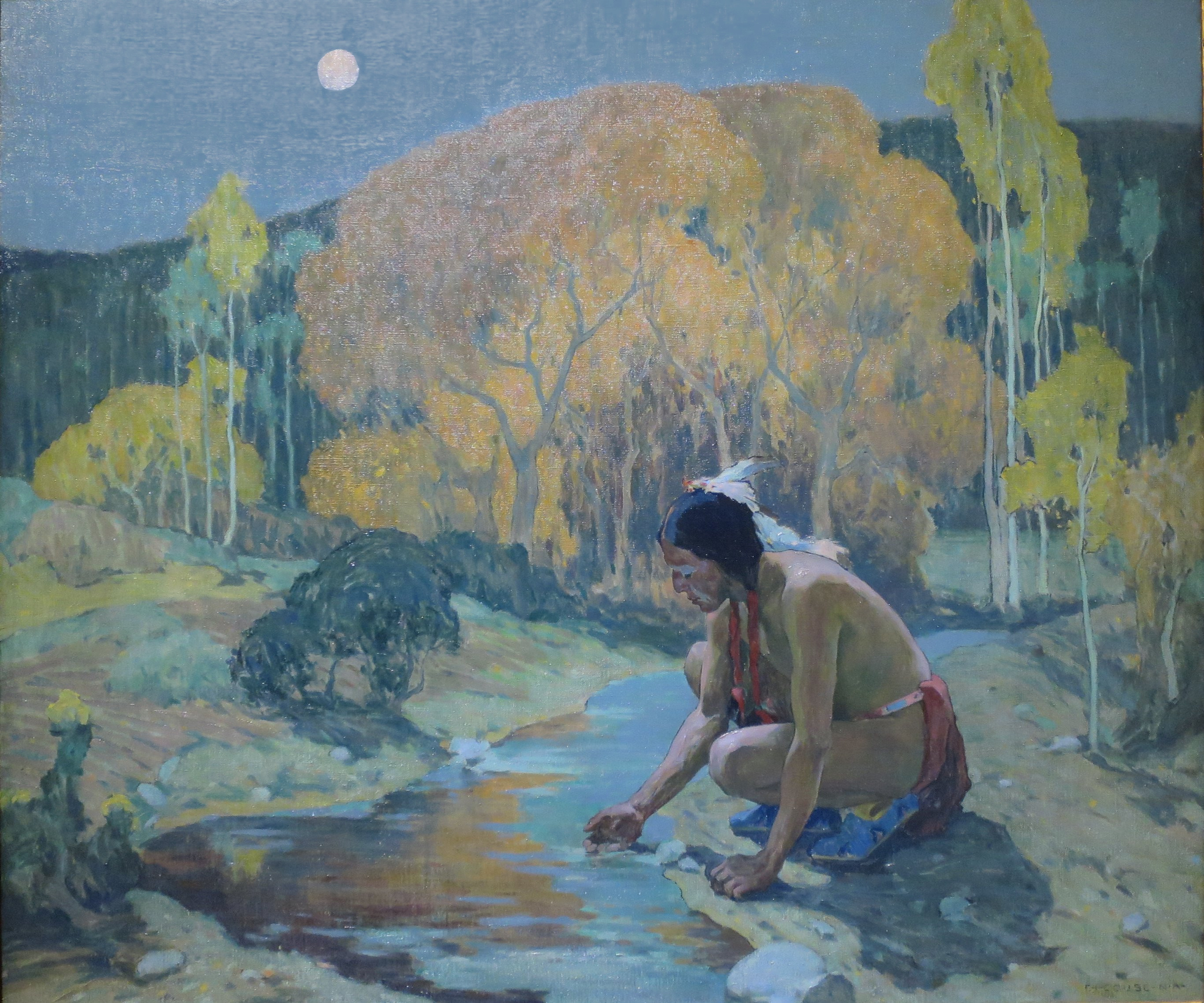
Luna d'autunno, 1927
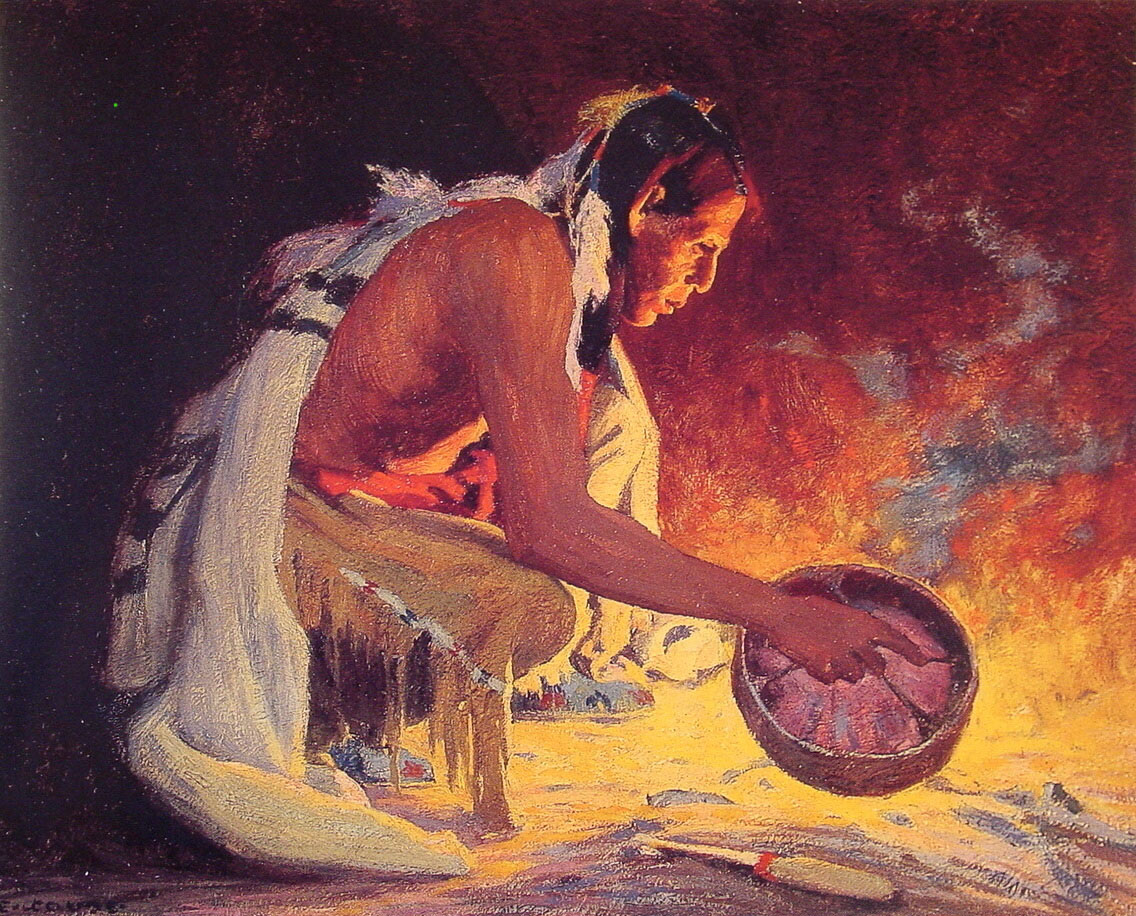
Alla luce del fuoco
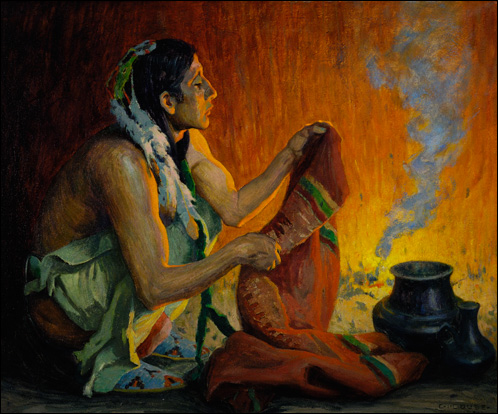
Il rito del fumo